# نظم غذائية مستدامة

إن التأثير البيئي الكبير للزراعة - مثل انبعاثات غازات الاحتباس الحراري، وتدهور التربة، وإزالة الغابات وتأثيرات انخفاض الملقحات - يجعل النظام الغذائي مجموعة حاسمة من العمليات التي تحتاج إلى معالجة من أجل التخفيف من تغير المناخ وبيئة صحية مستقرة.

النظام الغذائي المستدام (بالإنجليزية:A sustainable food system) هو نوع من النظام الغذائي الذي يوفر غذاءً صحيًا للناس ويخلق أنظمة بيئية واقتصادية واجتماعية مستدامة تحيط بالغذاء. تبدأ النظم الغذائية المستدامة بتطوير ممارسات زراعية مستدامة ، وتطوير أنظمة توزيع أغذية أكثر استدامة ، وإنشاء أنظمة غذائية مستدامة وتقليل هدر الطعام في جميع أنحاء النظام. لقد قيل أن النظم الغذائية المستدامة لها دور مركزي في العديد من  أو جميع  أهداف التنمية المستدامة .
وصلة=|تصغير
تحاول النظم الغذائية المستدامة أن تجمع بين معالجة ثلاث مشكلات في نفس الوقت، حيث تحاول معالجة الظواهر الاجتماعية مثل نقص التغذية ونقص المغذيات والبدانة (العبء الثلاثي لسوء التغذية) والظواهر البيئية مثل تغير المناخ إلي جانب فقدان التنوع البيولوجي وتردي الأراضي.  
وهذا يشمل دراسة أنماط تناول الطعام، بالنظر في تأثير إستهلاك الغذاء على موارد كوكب الأرض وصحة البشر وتعزيز احتياجات البيئة والمجتمع والاقتصاد. هذه المجموعة المتنامية من الأبحاث معترف بها من قبل مجموعة متنوعة من الهيئات الدولية مثل منظمة الأمم المتحدة للأغذية والزراعة (الفاو) ومنظمة الصحة العالمية (WHO).
إن تزايد عدد السكان وزيادة الدخل يؤديان إلى تحويل الطلب العالمي إلى ما يعرف باسم النظام الغذائي العالمي. الذي يتطلب إتباع نظام غذائي مرتفع في البروتين الحيواني والزيوت والأملاح والأغذية المصنعة.
المزيد من الأبحاث والأساليب التي ستساعد في معالجة قضايا مثل طرق الإنتاج الزراعي، نفايات الطعام، المشاكل البيئية مثل انحراف التنوع البيولوجي والاحترار العالمي، أصبحت ضرورية لتشجيع الأنظمة الغذائية المستدامة، وكذلك تحديد ما إذا كان يجب أن يكون هناك قلق بشأن النبات مقابل الحمية الحيوانية وتأثيرها على الصحة.
يعد الانتقال إلى نظم غذائية مستدامة مكونًا مهمًا في معالجة أسباب تغير المناخ. وجدت مراجعة أجريت عام 2020 لصالح الاتحاد الأوروبي أن ما يصل إلى 37٪ من انبعاثات غازات الاحتباس الحراري العالمية يمكن أن تُعزى إلى النظام الغذائي ، بما في ذلك إنتاج المحاصيل والثروة الحيوانية ، والنقل، وتغيير استخدام الأراضي (بما في ذلك إزالة الغابات) وفقدان الطعام وهدره. غالبًا ما تكون النظم الغذائية المستدامة في قلب برامج السياسات التي تركز على الاستدامة ، مثل برامج الصفقة الخضراء الجديدة المقترحة.

## التعريف
هناك العديد من التعريفات المختلفة لنظام الغذاء المستدام.
من منظور عالمي، تصف منظمة الأغذية والزراعة للأمم المتحدة نظامًا غذائيًا مستدامًا على النحو التالي:
النظام الغذائي المستدام (SFS) هو نظام غذائي يوفر الأمن الغذائي والتغذية للجميع بحيث لا يتم المساس بالأسس الاقتصادية والاجتماعية والبيئية لتوليد الأمن الغذائي والتغذية للأجيال القادمة هذا يعني أنها مربحة طوال (الاستدامة الاقتصادية)؛ لها فوائد واسعة النطاق للمجتمع (الاستدامة الاجتماعية)؛ و لها تأثير إيجابي أو محايد على البيئة الطبيعية (الاستدامة البيئية)
تعرف الجمعية الأمريكية للصحة العامة (APHA) نظام الغذاء المستدام على النحو التالي:
واحد يوفر غذاءً صحيًا لتلبية الاحتياجات الغذائية الحالية مع الحفاظ على النظم البيئية الصحية التي يمكن أن توفر أيضًا الغذاء للأجيال القادمة مع الحد الأدنى من التأثير السلبي على البيئة. يشجع النظام الغذائي المستدام أيضًا البنية التحتية للإنتاج والتوزيع المحلي ويجعل الطعام المغذي متاحًا ويمكن الوصول إليه وبأسعار معقولة للجميع. علاوة على ذلك، فهو إنساني وعادل ويحمي المزارعين وغيرهم من العمال والمستهلكين والمجتمعات
تحدد آلية المشورة العلمية للاتحاد الأوروبي نظام الغذاء المستدام على أنه نظام:
يوفر ويعزز طعامًا آمنًا ومغذيًا وصحيًا ذا تأثير بيئي منخفض لجميع مواطني الاتحاد الأوروبي الحاليين والمستقبليين بطريقة تحمي وتعيد البيئة الطبيعية وخدمات النظام الإيكولوجي الخاصة بها، وهي قوية ومرنة وديناميكية اقتصاديًا وعادلة ومنصفة، و مقبولة اجتماعيا وشاملة. يفعل ذلك دون المساومة على توافر الغذاء المغذي والصحي للأشخاص الذين يعيشون خارج الاتحاد الأوروبي، ولا الإضرار ببيئتهم الطبيعية

## الانضباط الأكاديمي
تطبق دراسة الغذاء المستدام نظرية النظم وطرق التصميم المستدام تجاه النظم الغذائية . كحقل متعدد التخصصات ، نمت دراسة النظم الغذائية المستدامة في العقود العديدة الماضية. تركز برامج الجامعة على النظم الغذائية المستدامة وتشمل:
- جامعة كولورادو [9]
- ملحق هارفارد [10]
- جامعة ديلاوير [11]
- كلية مجتمع ميسا [12]
- جامعة كاليفورنيا ، ديفيس
- جامعة فيرمونت [13][14]
- ستيرلنج كوليدج (فيرمونت) [15]
- جامعة ميشيغان [16]
- جامعة ولاية بورتلاند [17][18]
- معهد جامعة شيفيلد للأغذية المستدامة [19]
- مبادرة النظم الغذائية المستدامة لجامعة جورجيا [20]

## سياسة عامة

### الإتحاد الأوربي
في سبتمبر 2019، صرح كبار المستشارين العلميين بالاتحاد الأوروبي بأن الانتقال إلى نظام غذائي مستدام يجب أن يكون أولوية قصوى بالنسبة للاتحاد الأوروبي:
على الرغم من أن توافر الغذاء لا يُنظر إليه على أنه مصدر قلق كبير وفوري في أوروبا، إلا أن التحدي المتمثل في ضمان إمدادات طويلة الأجل وآمنة ومغذية وبأسعار معقولة من الغذاء، من كل من الأرض والمحيطات، لا يزال قائما. مطلوب مجموعة من الاستراتيجيات المنسقة لمواجهة هذا التحدي.
في يناير 2020، وضع الاتحاد الأوروبي الانتقال إلى نظام غذائي مستدام في صميم الصفقة الأوروبية الخضراء. من المتوقع أن تحدد استراتيجية المفوضية الأوروبية «من المزرعة إلى الشوكة من أجل نظام غذائي مستدام»، المقرر نشرها في ربيع 2020، كيف ستعمل البلدان الأوروبية على تقليل انبعاثات غازات الاحتباس الحراري، وحماية التنوع البيولوجي، وتقليل هدر الطعام واستخدام مبيدات الآفات الكيميائية، والمساهمة في اقتصاد دائري.
في أبريل 2020، سلمت آلية المشورة العلمية للاتحاد الأوروبي للمفوضين الأوروبيين رأيًا علميًا حول كيفية الانتقال إلى نظام غذائي مستدام، مستنيرًا بتقرير مراجعة الأدلة الذي أجرته الأكاديميات الأوروبية .

## مشاكل النظم الغذائية التقليدية
تسبب الزراعة الصناعية تأثيرات بيئية، فضلاً عن المشكلات الصحية المرتبطة بالسمنة في العالم الغني والجوع في العالم الفقير. وقد ولّد هذا حركة قوية نحو الأكل الصحي والمستدام كعنصر رئيسي من الاستهلاك الأخلاقي الشامل.
تعتمد أنظمة الأغذية التقليدية إلى حد كبير على توافر الوقود الأحفوري غير المكلف ، وهو أمر ضروري للزراعة الآلية، وتصنيع أو جمع الأسمدة الكيماوية ، وتجهيز المنتجات الغذائية، وتغليف الأطعمة. بدأت معالجة الأغذية عندما بدأ عدد المستهلكين في النمو بسرعة. ارتفع الطلب على السعرات الحرارية الرخيصة والفعالة، مما أدى إلى انخفاض التغذية. غالبًا ما تؤدي الزراعة الصناعية ، نظرًا لاعتمادها على اقتصاديات الحجم لتقليل تكاليف الإنتاج، إلى الإضرار بالنظم البيئية المحلية أو الإقليمية أو حتى العالمية من خلال جريان الأسمدة، والتلوث من مصادر غير محددة  إزالة الغابات ، والآليات دون المستوى الأمثل التي تؤثر على اختيار المنتجات الاستهلاكية، وانبعاثات غازات الاحتباس الحراري.
بناءً على الموقع الذي قد يعيش فيه الشخص ، سيحدد مقدار ونوع الموارد الغذائية التي يمكن الوصول إليها. لذلك ، لا يتلقى الجميع نفس نوعية الطعام. بالإضافة إلى ذلك ، لا توزع القنوات التقليدية المواد الغذائية عن طريق المساعدات الطارئة أو الخيرية. لا يتعين على سكان المجتمعات الحضرية القلق بشأن نظامهم الغذائي لأنه يعمل دائمًا من أجلهم. يتلقى سكان الحضر إنتاجًا غذائيًا أكثر استدامة من مصادر أكثر صحة وأمانًا من المجتمعات منخفضة الدخل. ومع ذلك ، فإن القنوات التقليدية أكثر استدامة من الموارد الغذائية الخيرية أو الرعاية الاجتماعية. على الرغم من أن نظام الغذاء التقليدي يوفر وصولاً أسهل وأسعارًا أقل ، فقد لا يكون طعامهم هو الأفضل لبيئتنا ولا لصحتنا.
أيضًا ، يمكن أن تؤدي الحاجة إلى خفض تكاليف الإنتاج في سوق عالمية متزايدة إلى نقل إنتاج الأغذية إلى مناطق تكون فيها التكاليف الاقتصادية (العمالة والضرائب وما إلى ذلك) أقل أو تكون اللوائح البيئية أكثر تساهلاً ، والتي عادة ما تكون أبعد عن الأسواق الاستهلاكية . على سبيل المثال ، تتم تربية غالبية سمك السلمون المباع في الولايات المتحدة قبالة سواحل تشيلي ، ويرجع ذلك في جزء كبير منه إلى المعايير التشيلية الأقل صرامة فيما يتعلق بتغذية الأسماك وبغض النظر عن حقيقة أن السلمون ليس أصليًا في المياه الساحلية التشيلية. يمكن أن تؤدي عولمة إنتاج الغذاء إلى فقدان النظم الغذائية التقليدية في البلدان الأقل نموًا ، كما أن لها آثارًا سلبية على صحة السكان والنظم البيئية والثقافات في تلك البلدان.
علاوة على ذلك، فإن نظام الغذاء التقليدي لا ييسر من الناحية الهيكلية الأنماط المستدامة لإنتاج الغذاء واستهلاكه. في عملية صنع القرار المرتبط بالنظام الغذائي التقليدي ، يُعتقد إلى حد كبير أن المسؤولية تقع على عاتق المستهلكين والشركات الخاصة، حيث يُتوقع منهم في كثير من الأحيان قضاء بعض الوقت - طوعًا و / أو بدون فائدة خارجية - في السعي لتثقيف أنفسهم بشأن السلوكيات وتكون خيارات المنتجات المحددة مستدامة ، في الحالات التي تكون فيها معلومات المنتج والتعليم متاحين للجمهور، ومن ثم تغيير اتخاذ القرارات المتعلقة بالإنتاج والاستهلاك بسبب القيم الأخلاقية المفترضة ذات الأولوية وفي بعض الأحيان الفوائد الصحية ، على الرغم من العيوب الكبيرة لكونها شائعة. بالنسبة للمستهلكين ، قد تشمل هذه العيوب ارتفاع أسعار الأغذية العضوية، والفجوات النسبية غير الملائمة في الأسعار النقدية بين النظم الغذائية كثيفة الاستخدام للحيوانات والنباتات القائمة على النبات، وعدم كفاية إرشادات المستهلك من خلال التقييمات المعاصرة. في عام 2020، وتحليل التكاليف المناخ الخارجية من الأطعمة يشير إلى أن تكاليف غازات الدفيئة الخارجية وعادة ما تكون أعلى للمنتجات الحيوانية - التقليدية والعضوية إلى حوالي بالقدر نفسه داخل هذا النظام البيئي فرعي - تليها منتجات الألبان التقليدية وأدنى مستوى لل عضوية والنبات الأطعمة المستندة إلى الأطعمة ويخلص إلى التقييمات النقدية المعاصرة بأنها «غير كافية» وصنع السياسات التي تؤدي إلى تخفيض هذه التكاليف لتكون ممكنة ومناسبة وعاجلة.

## البحث عن أغذية مستدامة

مصفوفة للتقدم المحرز في اعتماد ممارسات ونهج الإدارة

### الزراعة المستدامة
على المستوى العالمي، تتم معالجة التأثير البيئي للأعمال التجارية الزراعية من خلال الزراعة المستدامة والزراعة الخلوية والزراعة العضوية.
على المستوى المحلي، هناك حركات مختلفة تعمل من أجل إنتاج الغذاء المحلي، واستخدام أكثر إنتاجية للأراضي البور الحضرية والحدائق المحلية بما في ذلك الزراعة المستدامة، والبستنة الحضرية، والأغذية المحلية، والطعام البطيء، والبستنة المستدامة، والبستنة العضوية .

### المأكولات البحرية المستدامة
المأكولات البحرية المستدامة هي المأكولات البحرية التي يتم الحصول عليها من مصادر مصيدة أو مستزرعة يمكنها الحفاظ على الإنتاج أو زيادته في المستقبل دون تعريض النظم البيئية التي تم الحصول عليها منها للخطر. اكتسبت حركة المأكولات البحرية المستدامة زخمًا حيث أصبح المزيد من الناس على دراية بكل من الصيد الجائر وطرق الصيد المدمرة بيئيًا.

### اللحوم المستدامة
على الرغم من أن لحوم الماشية مثل لحم البقر والضأن تعتبر غير مستدامة ، يقترح بعض أنصار الزراعة المتجددة تربية الماشية بنظام الزراعة المختلطة لاستعادة المواد العضوية في الأراضي العشبية. تبحث منظمات مثل
المائدة المستديرة الكندية للحوم البقر المستدامة عن حلول لتقليل تأثير إنتاج اللحوم على البيئة. في أكتوبر 2021 ، تم اعتماد 17٪ من لحوم البقر المباعة في كندا على أنها لحوم أبقار مستدامة من قبل CRSB. ومع ذلك، أدت اللحوم المستدامة إلى الانتقادات ، حيث يشير علماء البيئة إلى أن صناعة اللحوم تستبعد معظم انبعاثاتها.
تم اقتراح اللحوم النباتية كبدائل مستدامة لاستهلاك اللحوم. تنبعث اللحوم النباتية بنسبة 30٪ إلى 90٪ من غازات الاحتباس الحراري أقل من اللحوم التقليدية (كجم-مكافئ ثاني أكسيد الكربون / كجم لحوم)  و72٪ -99٪ ماء أقل من اللحوم التقليدية. تعد شركة بيوند ميت العامة والشركة الخاصة أغذية مستحيلة أمثلة على إنتاج الأغذية النباتية. ومع ذلك، أكدت شركة ساستيناليتيكس الاستشارية أن هذه الشركات ليست أكثر استدامة من منافسي معالجات اللحوم مثل معالج الطعام JBS ، ولا يكشفون عن جميع انبعاثات ثاني أكسيد الكربون في سلسلة التوريد الخاصة بهم.
بالإضافة إلى تقليل الآثار السلبية لإنتاج اللحوم، وتسهيل التحولات نحو اللحوم الأكثر استدامة، وتسهيل تقليل استهلاك اللحوم (بما في ذلك عن طريق بدائل اللحوم النباتية)، قد توفر اللحوم المستزرعة طريقة مستدامة محتملة لإنتاج لحوم حقيقية دون الآثار البيئية السلبية المرتبطة بها.

### أنظمة الغذاء المحلية
أنظمة الغذاء المحلية والإقليمية، التي يتم الخلط بينها وبين التسويق المباشر ولكن كلاهما عبارة عن مصطلحات مميزة، تأتي في أنواع وتعريفات متعددة. تشمل الطلبات الغذائية المحلية من المستهلكين داخل هذه الأنظمة الممارسات العضوية، والقيمة الغذائية الأكبر، والجودة الأفضل، والمنتجات الطازجة. تباع أحيانًا بأسعار منخفضة، يمكن أن تأتي الإمدادات الغذائية المحلية من المزارعين بتكاليف أعلى بسبب ممارسات الإنتاج المستدامة بيئيًا ومن خلال التسويق المباشر يمكن للمزارعين الحصول على فوائد للأعمال مثل رغبات المستهلكين من خلال ردود الفعل السريعة على المنتج. تواجه النظم الغذائية المحلية والإقليمية أيضًا تحديات مثل المؤسسات أو البرامج غير الملائمة والقيود الجغرافية والتقلبات الموسمية التي يمكن أن تؤثر على الطلب على المنتجات داخل المناطق. بالإضافة إلى ذلك، يواجه التسويق المباشر أيضًا تحديات تتعلق بإمكانية الوصول والتنسيق والوعي. تم تصميم أسواق المزارعين، التي زادت على مدى العقدين الماضيين لدعم المزارعين المحليين في بيع منتجاتهم الطازجة للمستهلكين الذين يرغبون في الشراء. مراكز الغذاء هي أيضًا مواقع مماثلة حيث يقوم المزارعون بتسليم المنتجات ويأتي المستهلكون للحصول عليها. يمكن للمستهلكين الذين يرغبون في تسليم منتج أسبوعي شراء الأسهم من خلال نظام يسمى الزراعة المدعومة من المجتمع (CSA). ومع ذلك، تواجه أسواق المزارعين هذه أيضًا تحديات مع احتياجات التسويق مثل البدء والإعلان والمدفوعات والمعالجة واللوائح.
ارتفعت النقاشات حول كفاءة نظام الغذاء المحلي واستدامته لأن هذه الأنظمة تقلل من النقل وهي إستراتيجية لمكافحة الآثار البيئية وتغير المناخ . الحجة الشائعة هي التأثير الأقل تأثيرًا للمنتجات الغذائية من الأسواق المحلية على المجتمعات والبيئة. تشمل العوامل الرئيسية وراء تغير المناخ ممارسات استخدام الأراضي وانبعاثات الدفيئة حيث تنتج النظم الغذائية العالمية ما يقرب من 33 ٪ من هذه الانبعاثات. بالمقارنة مع النقل في نظام غذائي محلي ، فإن النظام التقليدي يأخذ المزيد من الوقود للطاقة وينبعث منه المزيد من التلوث مثل ثاني أكسيد الكربون. يتضمن هذا النقل أيضًا أميالًا للمنتجات الزراعية للمساعدة في الزراعة ويعتمد على عوامل مثل أحجام النقل والأنماط وأنواع الوقود. أظهرت بعض واردات الطائرات أنها أكثر كفاءة من أنظمة الغذاء المحلية في بعض الحالات. بشكل عام ، تدعم النظم الغذائية المحلية ممارسات بيئية أفضل.
ومع ذلك، وجدت الدراسات أن الأميال الغذائية هي عامل ثانوي نسبيًا لانبعاثات الكربون، على الرغم من أن زيادة توطين الطعام قد تتيح أيضًا فوائد بيئية إضافية أكثر أهمية مثل إعادة تدوير الطاقة والمياه والمغذيات. بالنسبة لأغذية معينة ، فإن الاختلافات الإقليمية في مواسم الحصاد قد تجعل الاستيراد من مناطق بعيدة أكثر ملاءمة للبيئة من الإنتاج المحلي والتخزين أو الإنتاج المحلي في البيوت البلاستيكية. قد يختلف هذا اعتمادًا على المعايير البيئية في البلد المعني ، والمسافة بين البلدان المعنية وعلى أساس كل حالة على حدة بالنسبة للأطعمة المختلفة.

### الإنتاجية الزراعية
تعد الإنتاجية الزراعية عنصرًا مهمًا في الأمن الغذائي  ويمكن أن تكون زيادتها بشكل مستدام وسيلة رئيسية لتقليل الآثار البيئية السلبية مثل تقليل مساحة الأراضي اللازمة للزراعة أو تقليل التدهور البيئي مثل إزالة الغابات.

## توزيع المواد الغذائية
في توزيع الغذاء ، تعد زيادة الإمدادات الغذائية مشكلة في الإنتاج حيث يستغرق الأمر وقتًا حتى يتم تسويق المنتجات وأثناء انتظارها لتوزيعها، يضيع الطعام. على الرغم من حقيقة أنه يتم إهدار ما يقدر بنحو 20-30٪ من الطعام في جميع مراحل إنتاج الغذاء، إلا أنه كانت هناك جهود لمكافحة هذه المشكلة مثل الحملات التي تم تنظيمها للتشجيع على الحد من هدر الطعام. ومع ذلك، وبسبب عدم كفاية المرافق والممارسات وكذلك الكميات الهائلة من المواد الغذائية غير المسوقة أو المحصودة بسبب الأسعار أو الجودة، يُهدر الغذاء خلال كل مرحلة من مراحل توزيعه. عامل آخر لعدم الاستدامة في توزيع الغذاء يشمل النقل مع عدم كفاية طرق مناولة الأغذية خلال عملية التعبئة. بالإضافة إلى ذلك تضيف الظروف السيئة أو الطويلة للأغذية في التخزين وفضلات المستهلك إلى قائمة عوامل عدم الكفاءة الموجودة في توزيع الغذاء.
تخلق بعض الاتجاهات الحديثة في توزيع الغذاء أيضًا حدودًا يتم من خلالها إنشاء المشكلات وتلبية الحلول. يشمل أحد العوامل نمو وحدات الإنتاج والبيع على نطاق واسع بكميات كبيرة إلى المتاجر المتسلسلة التي تعرض قوة التسويق من مؤسسات السوق واسعة النطاق بالإضافة إلى اندماجها مع المصنوعات . استجابة للإنتاج، هناك عامل آخر يشمل وحدات التوزيع والشراء على نطاق واسع بين الشركات المصنعة في تطوير توزيع الأغذية والتي تؤثر أيضًا على المنتجين والموزعين والمستهلكين. عامل رئيسي آخر ينطوي على حماية المصلحة العامة مما يعني التكيف الأفضل للمنتج والخدمة مما يؤدي إلى التطور السريع في توزيع الغذاء. هناك عامل آخر يدور حول الحفاظ على الأسعار مما يخلق ضغوطًا من أجل انخفاض الأسعار مما يؤدي إلى زيادة الدافع لخفض التكلفة خلال عملية توزيع الغذاء بأكملها. يشتمل عامل إضافي على تغييرات وأشكال جديدة للعمليات التقنية المبتكرة حديثًا مثل التطورات في تجميد الأطعمة المكتشفة من خلال التجارب للمساعدة في كفاءة التوزيع. بالإضافة إلى ذلك ، تطور تقني جديد في توزيع الآلات لمواجهة تأثير طلبات المستهلكين والعوامل الاقتصادية. أخيرًا، هناك عامل آخر يشمل علاقة الحكومة بالأعمال التجارية أولئك الذين يقدمون التماسًا ضدها فيما يتعلق بقوانين مكافحة الاحتكار بسبب منظمات الأعمال واسعة النطاق والخوف من الاحتكار الذي يساهم في تغيير الموقف العام.

## الأمن الغذائي والتغذية والنظام الغذائي
تعتمد التأثيرات البيئية للأنماط الغذائية المختلفة على العديد من العوامل، بما في ذلك نسبة الأغذية الحيوانية والنباتية المستهلكة وطريقة إنتاج الغذاء. في الوقت نفسه، يجب تزويد النظم الغذائية الحالية والمستقبلية بالتغذية الكافية ليس فقط للسكان الحاليين، ولكن للنمو السكاني المستقبلي في ضوء عالم يتأثر بتغير المناخ في مواجهة الاحتباس الحراري .
عانت واحدة من كل أربع أسر في الولايات المتحدة تقريبًا من انعدام الأمن الغذائي في 2020-2021. حتى قبل اندلاع الجائحة، عانت حوالي 13.7 مليون أسرة، أو 10.5٪ من جميع الأسر الأمريكية، من انعدام الأمن الغذائي في مرحلة ما خلال عام 2019 ، وفقًا لبيانات وزارة الزراعة الأمريكية. يعمل هذا على أكثر من 35 مليون أمريكي ممن لم يتمكنوا من الحصول على ما يكفي من الطعام لتلبية احتياجاتهم ، أو غير متأكدين من المكان الذي قد تأتي منه وجبتهم التالية ، العام الماضي.

## صنع القرار الإنتاجي
في صناعة المواد الغذائية، وخاصة في الزراعة ، كان هناك ارتفاع في المشاكل المتعلقة بإنتاج بعض المنتجات الغذائية. على سبيل المثال، أصبحت زراعة الخضار والفواكه أكثر تكلفة. من الصعب زراعة بعض المحاصيل الزراعية لأن بعضها يتمتع بظروف مناخية مفضلة للتطوير. كما كان هناك ارتفاع في نقص الغذاء مع انخفاض الإنتاج. ومع ذلك، لا يزال العالم ينتج ما يكفي من الغذاء للسكان ولكن لا يتلقى الجميع طعامًا جيدًا لأنه لا يمكن الوصول إليه نظرًا لأنه يعتمد على موقعهم و / أو دخلهم. بالإضافة إلى ذلك، ازداد عدد الأشخاص الذين يعانون من زيادة الوزن وهناك حوالي 2 مليار شخص يعانون من نقص التغذية في جميع أنحاء العالم. يوضح هذا كيف يفتقر نظام الغذاء العالمي إلى الكمية والنوعية وفقًا لأنماط استهلاك الغذاء.

## اتخاذ قرار الاستهلاك
يشير تحليل علمي أجري في عام 2020 لتكاليف المناخ الخارجية للأغذية إلى أن تكاليف غازات الدفيئة الخارجية عادةً ما تكون أعلى بالنسبة للمنتجات القائمة على الحيوانات - التقليدية والعضوية إلى نفس المدى تقريبًا داخل نطاق النظام البيئي الفرعي - تليها منتجات الألبان التقليدية وأقلها بالنسبة للنباتات العضوية- وخلص إلى أن التقييمات النقدية المعاصرة «غير كافية» وأن صنع السياسات التي تؤدي إلى تخفيض هذه التكاليف سيكون ممكنًا ومناسبًا وعاجلًا.

## إهدار طعام
وفقًا لمنظمة الأغذية والزراعة (الفاو)، فإن مخلفات الطعام مسؤولة عن 8 في المائة من انبعاثات غازات الاحتباس الحراري العالمية من صنع الإنسان. خلصت منظمة الأغذية والزراعة إلى أن ما يقرب من 30 في المائة من جميع الأراضي الزراعية المتاحة في العالم - 1.4 مليار هكتار - تستخدم في إنتاج الغذاء ولكن لم يؤكل. تبلغ البصمة المائية الزرقاء العالمية لمخلفات الطعام 250 كم 3، وهي كمية المياه التي تتدفق سنويًا عبر نهر الفولغا أو 3 أضعاف بحيرة جنيف .
هناك العديد من العوامل التي تشرح كيفية زيادة مخلفات الطعام على مستوى العالم في أنظمة الغذاء. العامل الرئيسي هو عدد السكان لأنه مع زيادة عدد السكان يتم إنتاج المزيد من الغذاء ولكن معظم المنتجات الغذائية تذهب سدى. بالإضافة إلى ذلك ، لا تمتلك جميع البلدان نفس الموارد لتقديم أفضل جودة للغذاء. لذلك ، توجد طرق مختلفة لمعالجة الطعام في جميع أنحاء العالم. مع اختلاف الأولويات ، يتم اتخاذ خيارات مختلفة لتلبية احتياجاتهم الأكثر أهمية. المال هو عامل كبير آخر يحدد المدة التي ستستغرقها العملية ، ومن يعمل ، ويتم التعامل معها بطريقة مختلفة عن النظم الغذائية في البلدان منخفضة الدخل. ومع ذلك ، لا تزال النظم الغذائية في البلدان ذات الدخل المرتفع تتعامل مع قضايا أخرى مثل الأمن الغذائي . يوضح هذا كيف أن جميع النظم الغذائية لها نقاط ضعفها وقوتها. يؤثر تغير المناخ على زيادة نفايات الطعام لأن درجة الحرارة الدافئة تجعل المحاصيل تجف بشكل أسرع وتزيد من مخاطر اندلاع الحرائق. يمكن أن يحدث هدر الطعام في أي وقت من مراحل الإنتاج. وفقًا لمنظمة الحياة البرية العالمية ،  نظرًا لأن معظم الأطعمة التي يتم إنتاجها تذهب إلى مدافن النفايات عندما تتعفن ، فإنها تتسبب في إنتاج غاز الميثان. التخلص من الطعام له تأثير كبير على بيئتنا وصحتنا.